# Isla de Ámsterdam
La isla [de] Ámsterdam (del francés: île Amsterdam), a veces llamada Nueva Ámsterdam, es una pequeña isla deshabitada situada al sur del océano Índico, que forma parte de las Tierras Australes y Antárticas Francesas. Es de origen volcánico, aunque inactiva en la actualidad, con un área de 57,5 km² y 10 km de longitud mayor. Su punto más alto es el mont de las Dives (867 m).
A unos 85 km al sur se encuentra la isla de San Pablo, en las coordenadas 38°43′19″S 77°31′44″E / -38.72194, 77.52889. Es una isla rocosa y sin vegetación, cuya superficie es de unos 8 km².

## Generalidades
Es una isla deshabitada, excepto por el personal de una base científica. Está situada a medio camino entre las islas-continente de Madagascar y Australia.
Ecológicamente, se la puede considerar una unidad junto con la pequeña isla relativamente cercana San Pablo. Las dos islas constituyen la ecorregión denominada pradera templada de las islas de San Pablo y Ámsterdam.
La base denominada Martin-de-Viviès, ubicada en la costa septentrional de Ámsterdam, es la capital de la dependencia que forman ambas islas desde el 1 de enero de 1981, sustituyendo así a la antigua estación, La Roche Godon, construida sobre la primera base, Camp Heurtin, erigida en 1949. En la base actual, ubicada en las coordenadas 37° 55′ S, 77° 30′ E, residen 20 científicos de forma no permanente.

## Historia
La isla de Ámsterdam fue descubierta por Juan Sebastián Elcano el 18 de marzo de 1522, durante la expedición que completó la primera circunnavegación terrestre.  Los españoles la avistaron el 18 de marzo de 1522, pero no lograron desembarcar por lo que le pusieron el nombre de Desesperanza. En 1979, España le dedicó una serie de dos sellos a este hecho.
Fue el capitán holandés Anthonie van Diemen quien le puso el nombre de su barco en 1633. Después de haber encontrado la isla sin nombre, Van Diemen la bautizó «Nieuw Amsterdam», Nueva Ámsterdam. El primer desembarco ampliamente documentado fue realizado en 1696 por tres navíos holandeses.
La isla sirvió de refugio en varias ocasiones a náufragos. El capitán francés Pierre François Péron, fue abandonado tres años en esta isla (de 1792 a 1795). Su libro Memorias de Pérón describe su supervivencia solitaria en Nueva Ámsterdam y fue publicado en una edición limitada y ahora es objeto de coleccionistas.
En enero de 1871 se realizó un intento de colonizar la isla por un grupo malgache dirigido por Heurtin, un residente francés de La Reunión. Fue el intento de poblar la isla más famoso que se hizo por el matrimonio francés, sus hijos y cuatro trabajadores. Construyeron un fuerte e intentaron hacerla habitable. Después de siete meses, sus intentos de criar ganado y plantar cultivos fueron infructuosos y regresaron a la Reunión. Se abandonó el ganado en la isla.
La especie arbórea predominante era la Phylica arborea, aun cuando la vegetación natural de parte de la isla fueron siempre las praderas. Este ecosistema fue siempre frágil frente al fuego, propiciado por los constantes vientos. Un gran incendio devastó la vegetación original al menos ya en 1792, hecho que se repetiría en 1825 cuando naufragaron algunos marineros de Tasmania y se declaró un nuevo incendio y tras el desastre de 1833 con el "Lady Munro". En poco menos de 200 años, los sucesivos habitantes, acabaron con la escasa vegetación arbórea original al intentar sobrevivir.
Desde entonces la isla fue frecuentada en su mayoría por barcos balleneros y cazadores de focas. En 1874 viviría allí: el capitán Coffin, desembarcado, junto a dos de sus oficiales, tras el amotinamiento del Annie Battles. El 9 de diciembre de 1874 una expedición francesa vino para realizar las observaciones del tránsito de Venus. Oficialmente se tomó posesión en 1892.
En la actualidad hay fauna asilvestrada que fue introducida para aprovisionarse o por error. Se introdujeron perros, ratones, ratas, gatos, vacas, cabras y cerdos que contribuyeron a la degradación de la isla, aunque las tres últimas especies ya no están presentes. los herbívoros prácticamente acabaron con la flora autóctona, hoy están confinados por un cercado. Un cercado para el ganado vacuno aparecía filatelizado en 1990 con motivo del programa de rehabilitación del hábitat natural. El desastre ecológico que se provocó acabó con la mayoría de la fauna y flora autóctona.
Los lentos navíos lograban alimentos al dejar animales en estas y otras islas remotas, esencialmente cabras, ovejas y vacas pero también fauna nativa, desde pollos de aves marinas a tortugas, pasando por focas y leña para cocinarla y ahumarla eran recogidas en los viajes, se cargaban en las bodegas de los barcos en expediciones que, a veces, tardaban meses en regresar a puerto. Las poblaciones de pinnípedos y aves marinas fueron arrasadas entre los siglos XVIII y XIX.
La isla de Ámsterdam y la isla de Saint-Paul se adjuntan a Madagascar en 1924 y por lo tanto fueron una colonia francesa.
Sin embargo, la isla de Ámsterdam, junto con Saint-Paul, son consideradas por grupos políticos de Mauricio, territorio nacional. La cuestión de la soberanía de Mauricio sobre estas dos islas se ha llevado a cabo por el líder de la oposición en 2007, Paul Raymond Berenger. Esta nueva demanda podría ser puesta en discusión con Francia, en combinación con la afirmación sobre Tromelin que se ha celebrado oficialmente desde hace mucho tiempo.
La primera base francesa en Nueva Ámsterdam fue construida en 1949, y originalmente fue llamada Campamento Heurtin. Todavía hay una estación de investigación en la isla de Ámsterdam perteneciente a "Global Atmosphere Watch".
La isla de Ámsterdam es una de las más degradadas del Índico. La tala, el fuego, la introducción de plantas exóticas y la presencia de ganado bovino asilvestrado han destruido la mayor parte de la vegetación original. La ocupación permanente se produjo en 1949 cuando el gobierno francés decidió instalar una estación científica en la zona norte, que es la parte más resguardada de la isla, en 1949 invernaron 10 hombres bajo el mando de Paul Martin de Viviès, el emplazamiento lleva hoy día su nombre y la estación acoge a 30 personas durante el invierno, la dotación aumenta en el verano cuando llegan los científicos y biólogos aprovechando el corto verano austral]. Aquí esta una de las dos bases que hay en funcionamiento para el control planetario de la contaminación atmosférica.
La base es una de las pocas zonas en la que quedan árboles. Se han plantado cipreses americanos y otras especies introducidas junto a la base y el cercado que divide la isla y protege el bosquecillo remanente de Phylica arbórea

## Geografía
Las costas de la isla son escarpadas. Un fuerte oleaje bate constantemente sus acantilados, lo que dificulta enormemente los desembarcos en los escasos lugares en que estos son posibles; todo su perímetro tiene una media de 30 m de altura, excepto en las denominadas «torres del oeste», en donde se alzan acantilados de más de 700 m, y en las raras y pequeñas calas donde es posible desembarcar.
La isla es un volcán potencialmente activo cuya última erupción fue en 1792. Tiene una superficie de 57,55 km², de unos 10 km en su lado mayor, y alcanza hasta 867 m en las inmediaciones del mont de la Dives. La zona central de la isla es una meseta a más de 500 m, con varios picos y la caldera volcánica, que se conoce como Plateau des Tourbières [meseta de las turberas].
La isla es parte de las Tierras Australes y Antárticas Francesas (TAAF, Terres australes et françaises Antártica), y junto con la vecina isla de Saint-Paul (85 km al sur) constituye uno de los cinco distritos del territorio. Su base, Martin-de-Viviès, antes llamada La Roche Godon, es la capital del territorio.
La isla de Ámsterdam es una de las tres antípodas de la tierra de los Estados Unidos continentales. Se corresponde con un área de aproximadamente 32 km al sureste de Lamar, Colorado. Las otras dos antípodas de la tierra de los Estados Unidos son la isla Saint-Paul y la isla de Kerguelen.
La única población humana está en la base de Martin-de-Viviès con unos 30 habitantes dedicados al estudio de la fauna, el clima, la atmósfera y el geomagnetismo.

## Clima
La isla de Ámsterdam tiene un clima templado, oceánico, con una temperatura media anual de 13 °C, las precipitaciones son de 1100 mm, tiene vientos del oeste persistentes y altos niveles de humedad. El clima es relativamente cálido y seco comparado con otras tierras emergidas de la región, generalmente es ventoso y húmedo, pero las precipitaciones no son muy abundantes para un clima oceánico. Con todo la humedad es elevada en forma de precipitación por condensación. En junio el termómetro suele dar las temperaturas más bajas del año que raramente bajan de los 10 °C y, en enero-febrero, durante el verano austral, el termómetro alcanza los 15 °C.

## Vida silvestre, fauna y flora

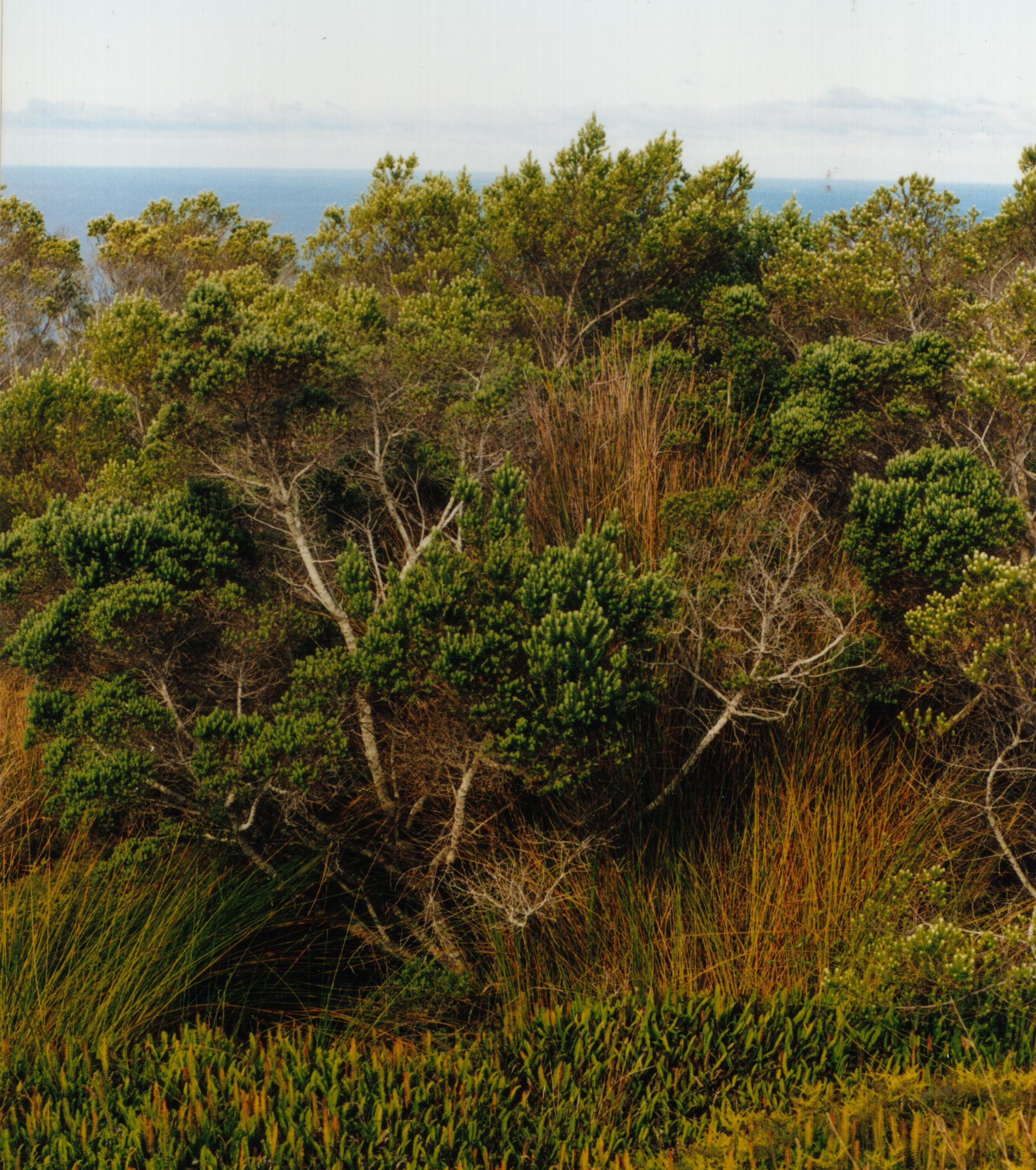
Imagen de un ejemplar de Phylica arborea

La mayoría de especies nativas han desaparecido. Todas las endémicas se hallan en peligro de desaparecer y las especies oceánicas comunes, presentes antes de su descubrimiento, son mucho menos frecuentes que en el pasado.
La isla tiene un bosquecillo remanente de Phylica arborea, especie que también se encuentra en Tristán de Acuña y la isla de Gough. Ecológicamente, se la puede considerar una unidad junto con la pequeña isla relativamente cercana San Pablo. Las dos islas constituyen la ecorregión denominada pradera templada de las islas de San Pablo y Ámsterdam. Muchos de los visitantes de la base han tratado de crear jardines o plantar flores que prosperaron. Varias especies introducidas se han naturalizado, capuchinas... hierbas de pasto, algunas de las cuales se han convertido o pueden llegar a ser altamente invasivas. La biodiversidad aparente de estas islas se ha incrementado, pero la desventaja es que se ponen en peligro a sus contrapartidas vegetales autóctonas y las especies animales que dependen de ellas. Un estudio realizado con motivo del año polar, confirmó que las contribuciones involuntarias de los visitantes, turistas o científicos, que llegan por barco o avión no es despreciable. Las autoridades de Islas aisladas bajo soberanía inglesa o australiana imponen una fumigación a los materiales y prendas de vestir que se introducen en sus islas, un método que podría ser adoptado por Francia para estos territorios.
La vegetación natural es hierba-como, más o menos denso.
La isla Ámsterdam es la única isla del "TAAF" donde se ha encontrado una especie de árbol, Phylica arborea, presente en la pendiente este de la isla.
«En 1726, Valentyn describe un bosque de Phylicas que forma un cinturón en 1500 ha (27% de la superficie de la isla) entre los 100 y 250 metros sobre el nivel del mar, tan denso como para ser virtualmente impenetrable. En 1875, Velain cree que este bosque denso cubre sólo 250 ha».
En la década de 1980, solo había unos pocos árboles residuales, a 250 m sobre el nivel del mar, donde la presión de pastoreo se ha mantenido baja.
«La reducción significativa de la población de Phylicas es debida a la destrucción causada por el hombre, con el fuego y el ganado que dejó Heurtin en 1871».
En 2008, cientos de vacas salvajes todavía viven en la isla, destruyendo la flora prácticamente. desaparecen por las especies de árboles únicos en la isla. Se llevó a cabo su reducción en número y el ganado restante se limita a una parte de la isla con un largo alambre de púas. Se usan como alimento, mientras se estudia el fenómeno de su aclimatación.
«Después de la eliminación de parte de la manada en 1988 al sur de la isla y el establecimiento de vallas de protección, con la eliminación de parte del ganado, un programa de restauración ha permitido la plantación de 7000 árboles, que se cultivan a partir de semillas producidas por los Phylicas restantes. "Le Grand Bois" está clasificado como reserva natural [...]. Hoy en día, el remanente del Gran Bosque denso de Phylicas en la costa este, ocupa poco más de 10 ha. El 0,2% de la superficie de la isla.»"

### Aves
La isla es el hogar de la especie endémica albatros de Ámsterdam, que se reproduce solamente en el Plateau des Tourbières. Otras especies poco comunes son los págalos antárticos y la golondrina de mar y el pingüino papúa. El pato de Ámsterdam se ha extinguido, al igual que las poblaciones locales reproductoras de petreles. El Waxbill común ha sido introducido. La fauna es la habitual de las islas subantárticas en el océano Índico. Muchas aves marinas vienen a anidar, incluyendo, en particular, una especie endémica de albatros, el albatros de Ámsterdam (Diomedea amsterdamensis), que anida solo en esta isla. También hay: el albatros de pico amarillo, albatros dorso oscuro o de hollín, el pingüino de penacho amarillo subtropical, petreles gigantes (Macronectes giganteus) en paso ocasional sin anidación, la subantártica Skua, y tern o golondrina de mar subantártica.

### Mamíferos
No hay mamíferos terrestres nativos, aunque las focas subantárticas y los elefantes marinos australes se reproducen en la isla. Hay mamíferos con una gran población de lobos marinos (Arctocephalus tropicalis) que frecuentan las costas de la isla y se reproducen y elefantes marinos en invierno, estas aguas pueden ser frecuentadas por las focas leopardo, una especie de foca más frecuente en la costa de la Antártida y las islas más al sur. En verano se puede observar el paso de ballenas asesinas.
Los mamíferos introducidos incluyen ganado vacuno, perro, el ratón casero y la rata negra. Los gatos asilvestrados están presentes.
Una raza distinta de ganado salvaje también habita en la isla. Se originaron de la introducción de cinco animales por Heurtin después de su breve intento de colonización de la isla en 1871, y en 1988 habían aumentado a estimaciones de 2000 ejemplares. Tras reconocer que el ganado estaba dañando los ecosistemas insulares, una valla fue construida, limitándolo a solo una parte de la isla. En 1988, se sacrifica buena parte de la manada en el sur de la isla. Finalmente, en 2010 y como parte del proceso de rehabilitación de la isla, se tomó la decisión de sacrificar el ganado bovino, que por aquel entonces aún tenía 200 cabezas. Tras esto también fue desmantelada la valla que los mantenía confinados al sur de la isla dado que ya no era necesaria.